# Hinterstallau
Hinterstallau ist ein Gemeindeteil der Stadt Bad Heilbrunn im oberbayerischen Landkreis Bad Tölz-Wolfratshausen.

## Lage
Die Einöde liegt circa einen Kilometer östlich von Bad Heilbrunn an der Bundesstraße 472.

## Baudenkmäler
Siehe: Liste der Baudenkmäler in Hinterstallau